# Юленд (Техас)
Юленд (англ. Uhland) — місто (англ. city) в США, в округах Гейс і Колдвелл штату Техас. Населення — 1588 осіб (2020).

## Географія
Юленд розташований за координатами 29°57′38″ пн. ш. 97°47′49″ зх. д. / 29.96056° пн. ш. 97.79694° зх. д. (29.960522, -97.797005).  За даними Бюро перепису населення США в 2010 році місто мало площу 6,22 км², уся площа — суходіл.

## Демографія
Згідно з переписом 2010 року, у місті мешкало 1014 осіб у 303 домогосподарствах у складі 234 родин. Густота населення становила 163 особи/км².  Було 332 помешкання (53/км²).
Расовий склад населення:
| - 68,1 % — білих - 2,5 % — чорних або афроамериканців - 0,8 % — азіатів - 0,6 % — корінних американців - 0,1 % — вихідців з тихоокеанських островів - 24,3 % — осіб інших рас |

До двох чи більше рас належало 3,6 %. Частка іспаномовних становила 61,2 % від усіх жителів.
За віковим діапазоном населення розподілялося таким чином: 35,7 % — особи молодші 18 років, 58,8 % — особи у віці 18—64 років, 5,5 % — особи у віці 65 років та старші. Медіана віку мешканця становила 28,7 року. На 100 осіб жіночої статі у місті припадало 105,3 чоловіків;  на 100 жінок у віці від 18 років та старших — 102,5 чоловіків також старших 18 років.
Середній дохід на одне домашнє господарство  становив 50 561 долар США (медіана — 40 662), а середній дохід на одну сім'ю — 51 766 доларів (медіана — 40 750). За межею бідності перебувало 17,9 % осіб, у тому числі 24,1 % дітей у віці до 18 років та 12,9 % осіб у віці 65 років та старших.
Цивільне працевлаштоване населення становило 515 осіб. Основні галузі зайнятості: освіта, охорона здоров'я та соціальна допомога — 21,0 %, роздрібна торгівля — 14,6 %, будівництво — 12,4 %.